# أخارنيس
أخارنيس : (باليونانية: Αχαρνές)، (بالإنجليزية:Acharnes)، مدينة يونانية تقع في وسط جنوب البلاد ضمن منطقة أتيكا الإدارية، وهي تعتبر من الضواحي الشمالية لمدينة أثينا.

## الموقع، السكان، والتسمية
تبعد المدينة حوالي 10 كيلومترات عن مدينة أثينا، وبالتالي تكون الحد الشمالي للامتداد العمراني الأثيني من ناحية الشمال، حيث تبدأ شمال أخارنيس غابات سفوح جبل بارنيثا.
يبلغ عدد سكان المدينة حوالي 76 ألف نسمة وهي عرفت نمو سكاني متسارع حيث تضاعف عدد سكانها خلال فترة 20 سنة فقط. تتيع أخارنيس إدارياً مقاطعة آتيكا الشرقية، ضمن منطقة أتيكا الإدارية.

## متفرقات
- المدينة مبنية في مكان مستوطنة (أخارنه) (Acharnae) التي تعود إلى العصر الإغريقي الكلاسيكي.
- ذكرت المدينة بشكل هزلي في مسرحية أرسطوفانيس المسماة (الأخارنيون)، حيث كان العديد من سكانها قديماً يعملون كحمالي فحم.
- كانت أخارنيس تقع فوق مركز الهزة الأرضية التي حدثت في 7 أيلول 1999، والتي سببت دماراً كبيراً في منطقة أثينا الكبرى.
- تعتبر المدينة اليوم منطقة سكنية يقطنها مواطنو الطبقة العاملة المتوسطة.
- نادي المدينة لكرة القدم هو أخارنايكوس، والذي يلعب في دوري الدرجة الثالثة اليوناني.